# Caravan (jazznummer)
Caravan is een jazzstandard, geschreven door bigband-leider Duke Ellington en trombonist Juan Tizol. Irving Mills schreef er de tekst voor, maar de meeste uitvoeringen van het nummer zijn instrumentaal. Het nummer wordt gezien als de eerste Latin jazz-song, maar ook als de eerste jazz-song met Midden-Oosten-invloeden. Het is door talloze artiesten uitgevoerd, van Duke Ellington en Billy Eckstine tot en met Tito Puente, the Ventures en Fanfare Ciocărlia.
In de biografie 'Reminiscing in Tempo: A portrait of Duke Ellington' is een citaat van Ellington opgenomen over het ontstaan van het werk. "Hij (Juan Tizol) speelde het, de eerste tien maten, we namen het en werkten de rest uit."

## De eerste opnames en hits
De eerste keer dat het nummer werd opgenomen was op 19 december 1936, door Barney Bigard and His Jazzopators. De groep bestond uit Bigard (klarinet), Ellington (piano), Cootie Williams (trompet), Juan Tizol (trombone), Harry Carney (bariton-saxofoon), Billy Taylor (bas) en Sonny Greer (drums). Er werden twee takes opgenomen, waarvan de eerste op plaat verscheen (Variety VA 515). Het nummer werd in juni 1937 een hit in Amerika: het haalde de vierde plaats in de poplijsten. Het nummer werd vanaf 1937 een succesvolle standard in het repertoire van Ellington. Zijn plaat voor het label Master werd eveneens een hit (nummer 20 in Amerika). Tizol had de rechten van het nummer voor 25 dollar verkocht aan Irving Mills. Toen het een succes werd, stemde Mills ermee in Tizol te laten delen in de royalty's.
In de loop der jaren werd Caravan een jazzstandard die door talloze jazzmusici werd uitgevoerd, waaronder Art Blakey and his Jazz Messengers, Ella Fitzgerald, Dizzy Gillespie, Freddie Hubbard, Thelonious Monk, Art Pepper, Oscar Peterson en Wes Montgomery. Ook buiten de jazz werd het nummer uitgevoerd, door artiesten als the Carpenters, Chicago, Hepcat, the Mills Brothers, the Brian Setzer Orchestra en Fanfare Ciocărlia. Rappers Redman en Busta Rhymes sampleden het nummer in hun song 'Da Goodness' (1998).
Caravan is ook vaak gebruikt in de soundtrack van films, zoals de Woody Allen-films 'Alice' en 'Sweet and Lowdown'. Verder wordt het in Nederland ook gebruikt als tune voor het bekende televisieprogramma Wie van de Drie (in de versie van Wes Montgomery).

## Trivia
Over dit nummer heeft Frank Zappa ooit gezegd: "Ik wil 'Caravan' horen met een drumsolo".

## Andere uitvoeringen (selectie)
- Chet Atkins
- Castro Brothers
- Avishai Cohen
- Harry Connick, Jr.
- Nat King Cole
- Eddie Condon
- Dick Dale
- Bobby Darin
- Dick Hyman
- Joe Jackson
- Lambert, Hendricks and Ross (tekst door Irving Ross)
- Ralph Marterie (grote hit in 1953)
- Kye Palmer
- Les Paul
- Michel Petrucciani
- Phish
- Pérez Prado
- Arturo Sandoval
- The Stimulators
- Tokyo Ska Paradise Orchestra
- Eddie Torres
- Hiromi Uehara
- The New York Voices
- The Ventures
- Klaus Wunderlich

## Films, musicals en televisie
- Alice (uitvoering Erroll Garner)
- Chocolat
- Wie van de drie, begintune (Avro, jaren zeventig, MAX, 2010-2013)
- Funny Bones (uitvoering Duke Ellington)
- The Homecoming, aflevering van The O.C.
- Jazzy and the Pussycats, aflevering van The Simpsons
- Ocean's Eleven
- Ocean's Thirteen
- Mad Men, pilot
- The Thirteenth Floor
- Sophisticated Ladies (Broadway, 1981)
- Sweet and Lowdown (uitvoering Bunny Berigan)
- Swing! (1999)
- Whiplash